# Богородско-Глуховская мануфактура
Богородско-Глуховская мануфактура – крупное текстильное предприятие, основанное Захаром Саввичем Морозовым и достигшее своего расцвета при его внуке Арсении Ивановиче Морозове. По количеству крутильных веретен в 1915 году, Богородско-Глуховская мануфактура занимала первое место в Московском промышленном регионе.

## История
В 1830-е годы в Богородске существовало отделение Зуевской фабрики С. В. Морозова — красильно-белильное заведение и раздаточная контора, в которой пряжу распределяли между кустарями для ткачества на дому на своих собственных станках.
Один из сыновей фабриканта Саввы Васильевича Морозова, Захар Саввич, решил отделиться от отца. В 1840-х годах он стал владельцем отделения Никольской мануфактуры в Богородске. В 1842 году Захар Саввич приобрел село Глухово (второе название села Жеребчиха), которое располагалось неподалёку от города, и развернул предпринимательскую деятельность там — это время называют началом существования Богородско-Глуховской мануфактуры. Также он купил 180 десятин земли у помещиков Глухова и Жеребцова.
В 1844 году Захар Саввич Морозов открыл бумагопрядильную фабрику.
В 1847 году Захар Саввич открыл механическую ткацкую фабрику, чуть позже бумагопрядильную фабрику.
В 1855 году он учредил паевое товарищество.
После смерти Захара Морозова, его дело перешло к его сыновьям Андрею Захаровичу и Ивану Захаровичу. Братья расширили прядильную и ткацкие фабрики, а в 1870 году построили красильную и набивную в селе Зуево.
Когда умер один из братьев, Андрей Захарович, Ивану Захаровичу стали помогать его сыновья — Давид и Арсений. Благодаря их помощи, Иван Захарович построил в 1876 году плисорезную и ткацкую фабрики в деревне Кузнецы, неподалёку от города Орехово-Зуево. Эти предприятия в 1890-х перевели на главную фабрику в Глухово.
Когда Иван Захарович Морозов умер в 1888 году, дела перешли к его детям Давиду и Арсению и племянникам Константину и Евстафию Васильевичам. Давид Иванович стал отвечать за коммерческие дела, Арсений Иванович — за хозяйственную часть.
В 1890-м году у мануфактуры было 100 000 прядильных веретен, 2 100 меховых ткацких станков. На фабриках работало 8 тысяч рабочих и ещё полторы тысячи людей на дому, годовая производительность была 15 миллионов рублей. Летом 2300 человек работало на торфяных болотах. Основной капитал мануфактуры составлял 750 000 рублей, а запасной свыше 4 миллионов рублей. Со временем Давид и Арсений Ивановичи решили увеличить основной капитал до 6 миллионов рублей, но им не хватило ещё 1 250 000 рублей, поэтому они решили пригласить ещё одного человека, которые бы приобрел паи на эту сумму.
В 1908 году Арсений Иванович построил Новоткацкую фабрику Глуховской мануфактуры, которая считалась одной из лучших. Фабрика вела торговлю по всей России.
До 1911 года мануфактура производила ткани для крестьянского населения. В 1915 году на ткацкие фабрики Богородско-Глуховской мануфактуры был приглашен Григорий Иванович Гусев — бывший заведующий фабрик Саввы Морозова. Мануфактура стала вырабатывать изящные ткани для городского населения, которые составляли конкуренцию импортным товарам. Этот результат удалось получить благодаря преобразованию красильного отделения мануфактуры, которым заведовал Сергей Арсеньевич Морозов. Он также был председателем совета при Богородском реальном училище. Его брат Пётр Арсеньевич — председатель совета при Московском ткацком училище. Многие годы на фабрике проработал главный бухгалтер Т. М. Власов, и доверенный Ф. А. Детинов.
По состоянию на 1915 год в состав мануфактуры входила бумагопрядильная фабрика с 128 813 прядильными и 47 190 крутильными веретёнами, ткацкая фабрика с 3400 меховыми станками, отбельная, красильная, набивная и отделочная фабрики у которых 10 тысяч десятин собственной земли с лесом и торфом. При фабрике работало начальное училище высшего типа. В состав правления входили Арсений Иванович Морозов, Петр Арсеньевич Морозов, Сергей Арсеньевич Морозов, Евстафий Васильевич Морозов, Николай Давидович Морозов, Р. И. Прове, Я. А. Минц. За коммерческую часть товарищества отвечал Николай Давидович Морозов, за техническую часть — Петр Арсеньевич и Сергей Арсеньевич Морозовы. Эти трое людей оказали сильное влияние на развитие и расширение мануфактуры. А. И. Леонтьев был заведующим оптовой торговлей. Евгений Павлович Свешников — управляющий фабриками, Владимир Александрович Горбунов - заведующий ткацкими фабриками, он же долгое время работал помощником Г.И Гусева.
Давид и Арсений Морозовы были первыми фабрикантами в московском регионе, которые стали заниматься ниточным производством. Работа была начата в этом направлении при прядильном директоре англичанине Якове Ивановиче Ратклифе — он руководил прядильней 17 лет. После его смерти в начале XX века, прядильным директором стал инженер-технолог Виктор Иванович Чардынцев.
| - Деревянный дом в Глухово (Ногинск, улица 8 марта, 5). Часть жилого квартала при Глуховской мануфактуре - Деревянный дом в Глухово (Ногинск, улица 8 марта, 5). Часть жилого квартала при Глуховской мануфактуре - Деревянный дом в Глухово (Ногинск, улица 8 марта, 5). Часть жилого квартала при Глуховской мануфактуре - Деревянный дом в Глухово (Ногинск, улица 8 марта, 5). Часть жилого квартала при Глуховской мануфактуре - Здание Глуховской фабрики |

Арсений Морозов управлял фабрикой вплоть до 1917 года. Он занимался строительством новых корпусов фабрики, общежитий, в которых могли бы жить рабочие, дома для иностранных специалистов, церкви и школы. А. И. Морозов получил образование в Англии, впоследствии смог применять самые новейшие технологии для развития Богородской фабрики.
После революции 1917 года и национализации, когда Арсений Иванович Морозов лишился своего предприятия, производство пошло на спад. Из трех с половиной тысяч станков работало только двести. Существуют свидетельства, что Арсений Морозов любить гулять возле своей бывшей фабрики и спрашивать рабочих, что должно быть, они довольны сейчас, когда пришла новая власть и фабрика встала. По словам внучки Арсения Ивановича, он спокойно отнесся к факту национализации своего предприятия, оставался жить неподалёку и заходил иногда на предприятие.
Дом Арсения Ивановича Морозова, построенный в стиле модерн, сохранился в Глуховском парке и расположен на берегу Черноголовского пруда.
Умер Арсений Морозов в 1932 году в возрасте 82 лет в Москве. Его похоронили на Рогожском кладбище.